# Assedio di Casale Monferrato (1630)
Il secondo assedio di Casale Monferrato si svolse tra il 23 maggio 1630 e il 26 ottobre 1630, avvenuto durante la Guerra dei trent'anni, oppose le truppe spagnole comandate dal generale Ambrogio Spinola e le truppe francesi del generale Jean Caylar d'Anduze de Saint-Bonnet.

## Contesto storico
Dopo aver costretto alla ritirata le forze spagnole impegnate nell'assedio di Casale, Luigi XIII di Francia lasciò l'11 maggio 1629 Jean Caylar d'Anduze de Saint-Bonnet, marchese di Toiras, in quella piazzaforte.
Nel settembre 1629, si ebbe la ripresa delle ostilità nella pianura padana da parte del nuovo comandante delle forze spagnole, il generale Ambrogio Spinola.
A dicembre, un esercito di aiuto comandato dal maresciallo Jacques Nompar de Caumont venne inviato nel Monferrato.
Le truppe del maresciallo François de Créquy presero Torino il 22 marzo 1630 e Pinerolo il 29 marzo.

## L'assedio
Il 23 maggio, Casale, che era difesa dal Marchese di Toiras, venne investita dalle truppe spagnole di Spinola.
Gli accessi alla cittadella furono oggetto di aspri combattimenti.
Spinola apre la trincea, scava la fondazione per abbattere le mura. Gli ufficiali francesi propongono di ballare sul rivellino, per bere alla salute di tutti i principi cristiani, e per finire di quella di Spinola, comandante degli assedianti. L'invito viene accolto con acclamazione: si parte; una tromba e una ghironda suonate da un cieco fungono da strumenti. Mentre questi dissoluti si divertono sulla batteria, gli spagnoli hanno dato fuoco ad una camera di mina preparata sotto il rivellino. Dodici ballerini saltano in aria con la torre, gli altri restano sepolti sotto le macerie; perdono tutti la vita. Spinola si fece subito avanti per approfittare dello sfondamento; ma Toiras si difese con tanta abilità, era così ben supportato dalla sua guarnigione, che gli spagnoli furono respinti.
Ogni giorno Toiras compiva sortite, ogni giorno usava nuove invenzioni per difendersi. Il 4 settembre venne cooncordata una tregua, con termine il 15 ottobre. Non appena cessarono le ostilità, Toiras si affrettò a visitare Spinola, che stava morendo in un castello vicino. Questi morì il 23 settembre e venne sostituito da Álvaro de Bazán (1571-1646), marchese di Santa Cruz.
Il 26 ottobre, mentre i rinforzi francesi, comandati dal maresciallo Enrico di Schomberg, si preparavano ad affrontare gli spagnoli, Giulio Mazzarino, agendo in nome del papa, lanciò il suo cavallo al galoppo tra i due eserciti, e agitando il cappello, gridò: «Pace! Pace!». Questo intervento impedì la battaglia.
Dopo questo “colpo” di Casale, Mazzarino ottenne un accordo che regolava la successione di Mantova. In conformità con la firma, la città e il castello furono consegnati alle truppe spagnole.